# رحمت‌الله بدیعی
رحمت‌الله بدیعی (زاده ۱۳۱۵ در کاشان)، موسیقی‌دان، نوازنده کمانچه، ویولن و دارنده مقام درجه نخست هنر ایرانی است.

## زندگی‌نامه
او در خانواده‌ای هنرمند در شهر کاشان چشم به جهان گشود. وی در سن ۵ سالگی نواختن نی را از پدربزرگش فراگرفت و پس از آن کوشید که با ساز ویولن برادرش آهنگ‌های مختلفی که می‌شنود را بنوازد. با وجود آنکه ساز برادرش برای او بسیار بزرگ بود و کسی نیز بدو نواختن ویولن را تعلیم نداده بود، توانست قطعات زیبایی بنوازد که همین امر سبب شد پدرش ویولن کوچکی برایش خریداری کند تا به مرور از پدربزرگش ویولن و گوشه‌های موسیقی سنتی را فرا گیرد. او سپس به کلاس درس روپیک گریگوریان رفت و چندین سال شاگرد او بود.
در سن ۱۱ سالگی وارد هنرستان عالی موسیقی گردید و دیپلم خویش را در این مؤسسه دریافت نمود. او همچنین در طی مدت تحصیلش در هنرستان موسیقی در کلاس ابوالحسن صبا نیز شرکت می‌نمود و مدت ۵ سال شاگرد ایشان بود.

## فعالیت‌ها
رحمت‌الله بدیعی، از سال دهم تحصیل برنامه‌هایی را در رادیوی ایران اجرا نمود و پس از گرفتن دیپلم، همکاری خود را با ارکستر گلها آغاز کرد.
وی در سال ۱۳۳۸ شمسی با «منیره حق‌جو» ازدواج نمود که ثمره این ازدواج، دو فرزند به نام‌های پریسا بدیعی (ذبیحی مقدم) و ترانه بدیعی (پارسا) است.
رحمت‌الله بدیعی مدت ۲۰ سال کارمند وزارت فرهنگ و هنر بود و مدت ۲۳ سال در هنرستان عالی موسیقی سازهای ویولن، کمانچه و قیچک را تدریس نمود.
او در سال ۱۳۵۳ تصمیم به ادامه تحصیل گرفت و در سال ۱۳۵۸ لیسانس خود را از هنرستان عالی موسیقی دریافت نمود.
در سال ۱۳۵۸، با توجه به انقلاب ایران، و سختگیری حکومت بر پیروان آیین بهایی، رحمت‌الله بدیعی به همراه خانواده خویش، مجبور به ترک ایران شد و به کشور هلند مهاجرت نمود.
او پس از مهاجرت به اروپا، مدت ۱۲ سال، در کلن آلمان ویولن و کمانچه تدریس نمود و هم‌اکنون کم و بیش فعالیت هنری خود را ادامه می‌دهد.

## برخی از آثار
- گله دارم، شتربانا (باصدای استاد عبدالوهاب شهیدی)
- نگاه گرم تو (زندگی) (باصدای استاد عبدالوهاب شهیدی)
- «اجرای عبدالوهاب شهیدی و ارکستر سازهای ملی و فرامرز پایور» (باصدای استاد عبدالوهاب شهیدی)
- راز دل (باصدای استاد محمدرضا شجریان)
- هم‌نوازی استادان (آلبوم)
- حدیث مهر